# Steinhobel

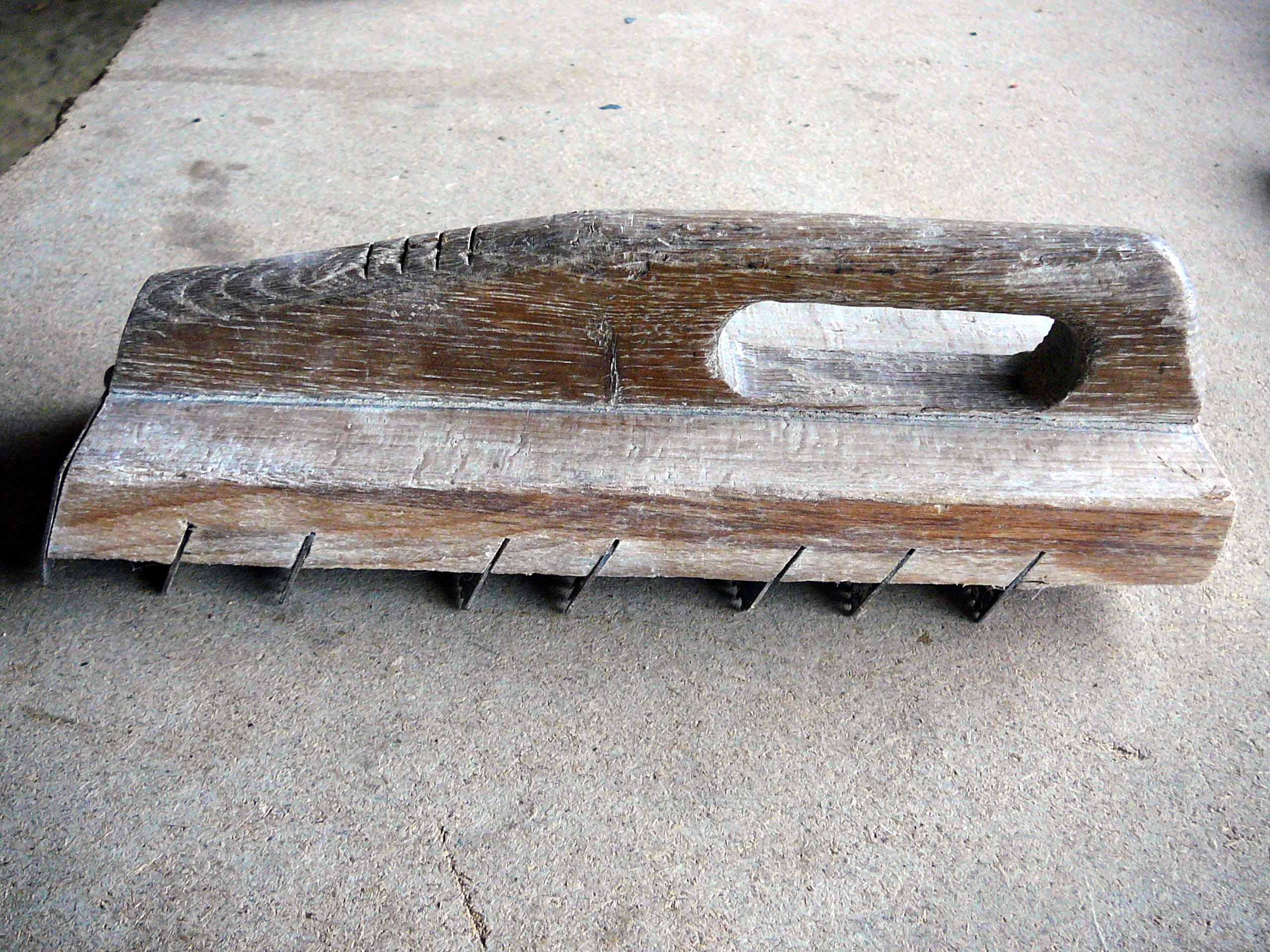
Ein Steinhobel aus Frankreich für Weichgestein

Der Steinhobel ist ein historisches Steinmetzwerkzeug, das in der Weichgesteinsbearbeitung bis zum Aufkommen von elektrisch angetriebenen Handmaschinen verwendet wurde.
Er bestand aus einem länglichen Holzgriff, der ergonomisch gestaltet wurde, und in dessen Unterseite ein in Zacken gebogener Metallstreifen eingelegt wurde. Der Hobel wurde zur Einebnung und Glättung von weichen Steinoberflächen mit einer Hand geführt.
Das Werkzeug wird heute nicht mehr in Deutschland verwendet, da es hierfür Hand-Schleifmaschinen gibt. In Frankreich findet es bei den häufig vorkommenden besonders weichen Kalksteinen Einsatz.

## Berufe
- Steinmetz
- Steinbildhauer

## Weitere Themen
- Steinoberfläche